# Вулкан (міфологія)
Вулка́н (лат. Volcanus, Vulcanus) — у римській міфології бог вогню, захисник від пожеж; відповідає грецькому Гефестові. Від його імені походить назва геологічних утворень вулканів.

## Етимологія
Походження імені неясне. Римська традиція стверджувала, що воно пов'язане з латинськими словами, пов'язаними з блискавкою (fulgur, fulgere, fulmen), які, своєю чергою, вважалися пов'язаними з полум'ям. Це тлумачення підтримує Волтер Вільям Скіт у своєму етимологічному словнику.
Британський археолог Артур Бернард Кук вважав, що ім'я цього бога не латинського походження, а пов'язане з ім'ям критського бога Велханоса, бога природи та потойбічного світу. Вольфганг Мейд заперечив це твердження як фантастичне. Мейд та Василь Абаєв вказували зі свого боку на відповідний теонім «Курдалагон» в осетинські легенді. Але оскільки ім'я у своїй нормальній формі є стабільним і має чітке значення — kurd («коваль») +on («з роду») +Alaeg (ім'я однієї з сімей героїв нартів) — ця гіпотеза вважалася неприйнятною Думезілом.
Крістіан-Джозеф Гуйонварк запропонував ототожнення з ірландським ім'ям Олкан. Жерар Капдевіль знаходив нерозривність між критським мінойським богом Велчаносом та етруським Велчансом. Сутністю мінойського бога буде молоде божество, майстер вогню та супутник Великої Богині.
За словами Мартіна Л. Веста, Вулкан може уособлювати бога вогню на ім'я (*Volca) і прикріплений до суфікса -no-, типової частки, що вказує на бога в індоєвропейських мовах. Таким чином, ім'я (*Volca) могло бути однорідним із санскритськими словами ulkā («кидаюче полум'я») або várcas- («блиск, відблиски»).

## Вулкан у міфах

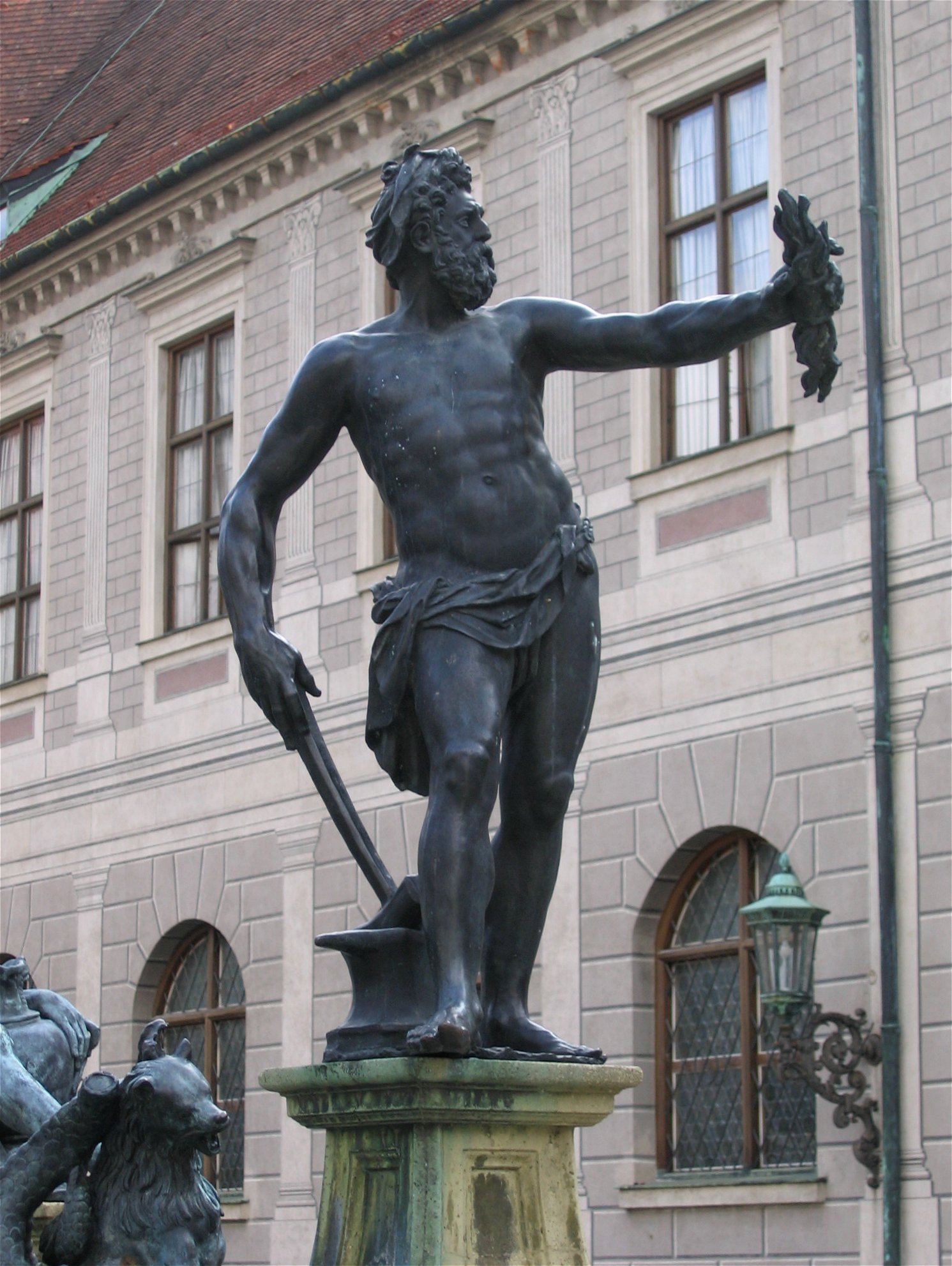
Вулкан тримає молот і вогонь. Статуя епохи Відродження в Брюнненгофі, Німеччина

Вулкан був сином Юпітера і Юнони. Його дружинами були Мая (Маєста) та Венера. У його владі знаходилися всі види вогню, від вогнищ на землі до полум'я сонця і блискавок у небі. Згідно з міфом, одного разу розлючений Юпітер викинув його з небес. Вулкан зламав при цьому обидві ноги й відтоді зашкутильгав. Вулкан у своїй кузні виготовляв зброю та обладунки для богів і героїв. Його кузня знаходилася у вулкані Етна (Сицилія), коли гора диміла і вивергала полум'я, це означало, що Вулкан зайнятий ковальством.
Вулкан створив Юпітеру блискавки, якими той здолав свого батька Кроноса і карав зло. Таким чином спершу саме він мав владу над блискавками і з цією силою навіть був покровителем війн, але віддав цю зброю Юпітеру, а Марсу було доручено стати богом війни.

## Культ Вулкана
Культ Вулкана в давнину супроводжувався людськими жертвопринесеннями. Вогонь був життєво важливим для людей, але з одного боку як давав тепло і світло, так з іншого міг знищити все створене людиною. Тому римляни намагалися будь-що вмилостивити Вулкана, щоб він був прихильним до них. Вважається, що поклоніння Вулканові давніше за поклоніння Юпітеру і початково цьому богу приписувалося керування як вогнищами, так і блискавками й війною. У міру розвитку ремесел, які залежали від вогню (ковальство, гончарство), Вулкана стали шанувати і як їх покровителя. Внаслідок цього його образ змішався з образом грецького бога-коваля Гефеста.

## Походження
Походження римського бога вогню Вулкана було простежено Жераром Капдевілем від критського бога Велханоса, насамперед через припущення про схожість їхніх імен. Критянин Велханос — молодий бог середземноморського або близькосхідного походження, який володіє вогнем і супроводжує Велику Богиню. Ці риси збереглися у Латині лише у синів Вулкана: Кака, Цекула, Ромула та Сервія Тулія.
Теологія Вулкана знайшла відбиття у грецьких міфах про Тесея і Мінотавра і в тих, що стосуються дитинства Зевса на горі Іда. Концепція догрецького середземномор'я стверджує про зображення Велханоса як молодого парубка, що сидить на розгалужених гілках дерева, як він зображений на монетах з Фейстоса, датованих 322—300 роками до нашої ери, показуючи його як бога рослинності та весни: дерево є символом єднання Неба і Землі та їх творчої сили, тобто місце єднання бога і богині. Пізніше Велханос був зображений у вигляді бика, про що свідчать міфи про Пацифіку та Європу. Греки неправильно розуміли значення бика, оскільки для них символом Зевса був птах: півень, зозуля чи орел. Тесей приніс до Делос танець під назвою «геранос» (буквально «танець журавля»), який Капдевіль пов'язує з іменем Гаранос — варіацією Рекаранос із італійських міфів.
Інше відображення традиції критського Велханоса-Зевса можна знайти в Арголіді в містеріях Зевса Лікайоса, які передбачали людоїдство і, можливо, надихнули італійські Луперкалії.

## Поклоніння Вулканові
Найстаріша святиня Вулкану в Римі була розташована біля підніжжя Капітолія на Форумі Романум, і відноситься нині до архаїчного періоду царів Риму, побудована у VIII столітті до нашої ери. На думку етруських гаруспіків, храм Вулкана спочатку був на межі міста або за його межами, перш ніж воно розширилися, включивши Капітолійський пагорб. Жертву Вулканові приносили тут 23 серпня. Вулкан також мав храм на території Марсового поля, який існував до 214 р. до н. е.
Римляни ототожнювали Вулкан з грецьким богом-ковалем Гефестом. Вулкан, як і його грецький колега, став асоціюватися з конструктивним використанням вогню в металообробці. Фрагмент грецького горщика, на якому зображений Гефест, знайдений на Вулканалі, датований VI ст. до н. е. Однак Вулкан мав сильнішу асоціацію, ніж Гефест, з руйнівною здатністю вогню, і головною турботою його поклонників було заохочення бога до відвернення шкідливих пожеж.

## У науці та культурі
- Вулкан — названа на честь Вулкана гіпотетична планета, яку шукали усередині орбіти Меркурія